# System informacji o terenie
System informacji o terenie, SIT (ang. land information system, LIS) – system wchodzący w skład kategorii systemów informacji przestrzennej. 
Służy do podejmowania decyzji o charakterze prawnym, gospodarczym, politycznym. Zawiera w sobie dane geoprzestrzenne, w tym informacje geograficzne, oraz metody i techniki służące systematycznemu zbieraniu, przetwarzaniu i aktualizowaniu danych geoprzestrzennych. Cechy SIT : posiada sprzężenie zwrotne, posiada elementy prawne, zawiera aktualizowaną bazę danych oraz odpowiada mapom wielkoskalowym.
Implementacją SIT w Polsce jest Krajowy System Informacji o Terenie, którego funkcjonowanie regulowane jest zapisami rozporządzenia Ministra Rozwoju Regionalnego i Budownictwa z dnia 12 lipca 2001.